# Henrique (évêque)
Pour les articles homonymes, voir Henrique.
Henrique, également connu sous le nom de Kinu a Mvemba, né en 1495 et mort vers 1530, est le fils d'Alphonse Ier, roi du Kongo. Il est un des premiers évêques In partibus infidelium de la ville d'Utique (de), dans l'actuelle Tunisie.

## Éléments biographiques
Selon un ouvrage de Filippo Pigafetta, Le Royaume de Congo et les contrées environnantes (1591), rédigé à partir des notes de Duarte Lopez, Henrique naît à Mbanza Nsundi au royaume Kongo (cette partie du royaume Kongo est actuellement située en République démocratique du Congo) en 1495 ; en 1506, il est envoyé à Lisbonne pour y effectuer ses études.
C'est sur l'idée de Manuel Ier, roi de Portugal, qu'il aurait été envoyé à Rome en 1512 ;  mais le pape Jules II meurt avant qu'il ait pu lui faire obédience. Selon une correspondance, le roi Manuel soutient Henrique pour une « promotion à  l'épiscopat » auprès de Léon X. Lors du consistoire du 5 mai 1518, Henrique obtient à 24 ans le diocèse d'Utique, in partibus infidelium. Le fils du Manikongo devient ainsi le premier évêque noir. N'ayant pas l'âge de trente ans requis pour la fonction, il obtient une dispense spéciale. Il ne reçoit le sacre épiscopal qu'à l'âge de 26 ans. Il est également évêque auxiliaire de Funchal, dont l'autorité s'étend sur toutes les possessions portugaises à l'étranger. C'est là qu'il réside, puisqu'il ne peut se rendre à Utique, située en terre musulmane. 
Henrique rentre au Congo en 1521, où il se voit attribuer par son père la province de Pangu. Malade, il ne peut exercer sa mission apostolique dans le pays. Il meurt en 1530 ou 1531.